# Гурзо, Наталья Сергеевна
Ната́лья Серге́евна Гурзо́ (род. 2 ноября 1947, Москва, СССР) — советская и российская актриса театра и кино, мастер дубляжа. Заслуженная артистка Российской Федерации (1994).

## Биография
Родилась 2 ноября 1947 года в городе Москве в семье актёров Сергея (1926 —1974) и Надежды (1924—2010) Гурзо. Брат-близнец Сергей Гурзо (младший) (1947—2016).
Окончила Театральный институт имени Бориса Щукина в 1969 году (курс В. К. Львовой) вместе с Н. Руслановой, А.Л. Кайдановским, Л. Филатовым, Б. Галкиным, В.А. Качаном, И.В. Дыховичным, А.А. Вертинской, А. С. Халецким, Яном Арлазоровым. Актриса театра-студии киноактёра с 1969 по 1997 год. Активно снималась в 1970—1980-е годы. Пробовалась на роль Лизы Калачёвой в фильме Леонида Гайдая «12 стульев» (сыграла Наталья Варлей). Поддерживала дружеские отношения с Валентиной Малявиной.
Занималась дубляжом фильмов и мультсериалов. Озвучивала дятла Вуди, Гайку из «Чип и Дейл спешат на помощь», Жанин из «Настоящих охотников за привидениями», Ольгу в «Невероятных приключениях итальянцев в России», персонажей сериалов «Мелроуз Плейс» и «Друзья». Читала закадровый текст в фильмах на «Первом канале» (Проект «Альф», Мумия, 6-й день и другие). В телеигре «Ключи от форта Байярд» (сезон 1995 года) озвучила ведущую Сандрин Домингез.

## Фильмография
1. 1966 — Кто придумал колесо? — Инна
2. 1967 — Они живут рядом — Зойка
3. 1969 — День и вся жизнь — продавщица в универмаге
4. 1970 — Эксперимент — Лена Пряхина
5. 1971 — Вчера, сегодня и всегда
6. 1972 — День за днём — племянница Юры
7. 1972 — Самый последний день — Маша
8. 1972 — Большая перемена — жена Фукина
9. 1973 — Берега
10. 1973 — Иван Васильевич меняет профессию — медсестра Шпака
11. 1973 — Тихоня — Варя
12. 1973 — Это сильнее меня — Лена
13. 1974 — Небо со мной — медсестра в больнице
14. 1974 — Если это не любовь, то что же?
15. 1974 — Пётр Мартынович и годы большой жизни
16. 1974 — Остановите Потапова! — Соня
17. 1974 — Хождение по мукам — поющая сестра милосердия (3-я серия)
18. 1975 — Маяковский смеётся — девушка в общежитии
19. 1976 — Развлечение для старичков — дочь Непейводы
20. 1977 — Собственное мнение — Вика
21. 1978 — Голубка — Рита
22. 1978 — Шла собака по роялю — почтальон
23. 1979 — Гараж — Наташа, возлюбленная профессора Смирновского
24. 1979 — Прилетал марсианин в осеннюю ночь — экскурсовод в музее
25. 1982 — Никто не заменит тебя — Лена
26. 1983 — Любовью за любовь — Маргарита
27. 1984 — Человек-невидимка — Милли
28. 1985 — Дайте нам мужчин! — учительница
29. 1985 — Мой избранник — Маргарита Зосимовна
30. 1987 — Причалы
31. 1987 — Прощай, шпана замоскворецкая... — Зинка
32. 1987 — Шантажист — гостья Аглаи, актриса
33. 1988 — Происшествие в Утиноозёрске — подруга Альбины
34. 1989 — Когда мне будет 54 года — женщина в очереди в ЖЭКе
35. 1991 — Резиновая женщина

## Озвучивание

### Фильмы
- 1971 — Джентльмены удачи — администратор в гостинице Новокасинска
- 1973 — Невероятные приключения итальянцев в России — Ольга, внучка русской балерины
- 1975 — Здравствуйте, я ваша тётя! — Бетти, возлюбленная Джеки
- 1975 — Афоня — Лещёва, деревенская телефонистка
- 1979 — Прерванная серенада — Хадиджа, соседка Микаила
- 1980 — Мелодия на два голоса — Алёна Борисоглебская, студентка
- 1982 — Богач, бедняк… — Гретхен Джордах
- 1985 — Самая обаятельная и привлекательная — Света, подруга Володи
- 1989 — Криминальный квартет — Люся, жена следователя прокуратуры Портного

### Мультфильмы
- 1983 — Летающий жираф — Жираф
- 1983 — Пилюля — Лиса
- 1985 — Пропал Петя-петушок — Лиса
- 1985 — Грибной дождик — Бегемот

## Дубляж и закадровое озвучивание

### Фильмы
1. 1978 — Синьор Робинзон — Пятница (Зеуди Арая)[8]
2. 1981 — Мария, Мирабела — Мирабела (Медея Маринеску)[9][10] (дубляж киностудии «Союзмультфильм», 1981 г.)
3. 2009 — Ничего личного[9]
4. 2011 — Аноним — королева Елизавета I (Ванесса Редгрейв)[9]
5. 2013 — Филомена — сестра Хильдегард (Барбара Джеффорд)[8]

### Телесериалы
1. 1984 — Спрут[8][11] — Титти (Барбара Де Росси) (закадровый перевод ЦТ СССР, 1986 г.)

### Мультфильмы
1. 2010 — Гадкий я — Мама Грю[9][11]

### Мультсериалы
1. 1989 — Чип и Дейл спешат на помощь[8][9][10][11][12] — Гайка (в сериях «На старт!», «Дейл-инопланетянин», «Большое приключение Киви», «Волшебная лампа», «Робокот», «Знаете ли вы теорию Павлова?», «Не искушай судьбу», «Подводный кошмар», «Шоколадные чипсы», «История знакомства с Гайкой» (Похищенный рубин: часть 3), «Итак, работаем вместе» (Похищенный рубин: часть 4) и «Конец истории с рубином» (Похищенный рубин: часть 5), озвучивала 10 серий в перерыве в сериях, где их не озвучивала Раиса Мухаметшина), кошки-сиамские близнецы (в серии «Как мы встретились с Рокфором»), Лавайни (в серии «Гайка на Гавайях»), Дезире (в серии «Сила любви»), Су Лин (в серии «Ночная песня соловья»), панда (в серии «А слон и не подозревал») (дубляж Телевизионная студия кинопрограмм (1990—1991 гг. 14 серий)
2. 1986—1989 — Настоящие охотники за привидениями[9] — Жанин (Кроме 20 серий: Гроза морей, Переполох в колледже, Привидение в космосе, Валькирии в опере, Во власти Бенши, Кто боится большого злобного привидения?, С собой всего не возьмешь, Друл, собаковидный гоблин, Вечный странник, Свет! Камера! На охоту!, Последний поезд в забвение, Охотник года, Чудесная кабина Каламари, Битва титанов, Долгие-предолгие проводы, Поединок с дьяволом, Молочная ферма, Возвращение Страшилища, Ненавистные соседи и Три няньки Игона), Саманта Стэнц, Кейт (Всадник без головы), эпизодические персонажи (дубляж ТРК Останкино, озвучивание в 1992—1994 годах)
3. 1991—1992 — Чёрный Плащ[11] — Клякса Феникс (в сериях Кистью по жизни и Разгулявшаяся кисть), Камилла Хамелеон (в серии Ход хамелеона) (дубляж студии «Нота», фирмы «СВ-Дубль» по заказу РТР, 1994 г.)
4. 1995—1997 — Дятел Вуди — Вуди[8][13][14]

### Телевизионные игры и шоу
1. 1995 — Форт Боярд — Ведущая Сандрин Домингез[9]